# Fábio Felício
Fábio Alexandre Duarte Felício (Faro, 2 maggio 1982) è un ex calciatore portoghese, di ruolo attaccante.

## Carriera
Felício iniziò a giocare nelle giovanili del Farense, squadra con cui esordì nella Superliga portoghese. Nel 2002 passò all'Olhanense, squadra della II Divisão, la terza divisione nazionale, per ritornare poi nella massima divisione l'anno seguente, acquistato dall'Académica. Nel 2004 passò all'União Leiria, con cui rimase per due stagioni, prima di trasferirsi in Spagna nella Real Sociedad e in Russia nel Rubin. È ritornato in patria nel 2007, firmando per il Marítimo.
L'annata successiva va in prestito ai greci dell'Asteras Tripolis, per poi tornare in Portogallo con la maglia del Vitória Guimarães. Nell'estate 2010 firma con il Rio Ave.